# Poeciliopsis monacha
 Poeciliopsis monacha és un peix de la família dels pecílids i de l'ordre dels ciprinodontiformes.

## Hàbitat
És una espècie d'aigua dolça.

## Distribució geogràfica
Es troba a Centreamèrica: Mèxic.